# Alfred Molina
Alfred Molina, rojen kot Alfredo Molina, britansko-ameriški filmski in televizijski igralec, * 24. maj 1953 London, Združeno Kraljestvo.
Znan je po svojih nastopih v glavnih vlogah in vlogah tako v filmih kot tudi v gledališčih. V svoji karieri je prejel nagrado Drama Desk ter nominacije za dve filmski nagradi Britanske akademije, nagrado britanskega neodvisnega filma, nagrado Independent Spirit, pet nagrad Ceha filmskih igralcev in tri nagrade Tony.
Najprej je zaslovel, ko si je za nastop v produkciji Oklahoma! prislužil nominacijo za nagrado Laurence Olivier za najboljšega igralca v predstavi. Prejel je nominacije za nagrado tony za svoje vloge, ko je igral Yvana v Umetnost (1998), Tevyeja v Goslač na strehi (2004) in Marka Rothka v Rdeči (2009). Pozneje je kot profesor Serebrjakov nastopil v Striček Van (2024).
Leta 1981 je Molina nastopil kot Satipo v filmu Indiana Jones in lov za izgubljenim zakladom. Pozneje je prejel dve nominaciji za nagrado BAFTA za svojo vlogo Diega Rivere v filmu Frida (2002) in vlogo Jacka Mellorja v filmu Šola za življenje (2009). Med njegovimi drugimi pomembnimi filmi, v katerih je igral, so Našpičite ušesa (1987), Začarani April (1992), Vroče noči (1997), Čokolada (2000), Luther (2003), Da Vincijeva šifra (2006) in Ljubezen je čudna reč (2014). Likom je posodil glas v Rango (2011), Pošasti z univerze (2013), Ralph ruši Internet: Razbijač Ralph 2 (2018) in Ledeno kraljestvo II (2019). Znan je tudi po upodobitvi Otta Octaviusa v superjunaškem filmu Spider-Man 2, v katerem je nastopil leta 2004, v vlogi Octaviusa pa je leta 2021 ponovno nastopil v filmu Spider-Man: Ni Poti Domov. 
Za svoje televizijske nastope je Molina prejel dve nominaciji za nagrado Primetime Emmy za izjemnega stranskega igralca v omejeni ali antološki seriji ali filmu za svoji vlogi Bena Weeksa v filmu HBO Normalno srce (2014) in Roberta Aldricha v miniseriji Feud (2017). Njegove druge pomembne televizijske vloge so v filmih Meantime (1983), Umor na Orient expresu (2001) in Three Pines (2022).
Je poročen in ima enega otroka.